# Nadi FC
A Nadi FC egy Fidzsi-szigeteki labdarúgócsapat, amelyet 1937-ben hoztak létre. Pályájuk a 18 000 fő befogadására képes Prince Charles Park stadion.

## Játékosok
| #  |     | Poszt | Név                   |
| -- | --- | ----- | --------------------- |
| 1  | FIJ | K     | Simione Tamanisau     |
| 2  | FIJ | V     | Luke Rawadamu         |
| 3  | FIJ | CS    | Rahul Krishna         |
| 4  | FIJ | CS    | Andrew Naicker        |
| 5  | FIJ | KP    | Waisake Tabacava      |
| 6  | FIJ | V     | Anish Khem            |
| 7  | FIJ | KP    | William Valentine     |
| 8  | FIJ | KP    | Munit Krishna         |
| 9  | FIJ | V     | Vuniuci Tikomaimereke |
| 10 | FIJ | CS    | Evander Navosa        |

| #  |     | Poszt | Név                    |
| -- | --- | ----- | ---------------------- |
| 11 | FIJ | V     | Ilimotama Jese         |
| 12 | FIJ | V     | Ame Votoniu            |
| 13 | FIJ | KP    | Lekima Gonerau         |
| 14 | FIJ | V     | Mataiasi Toma          |
| 15 | FIJ | CS    | Napolioni Qasevakatini |
| 16 | FIJ | V     | Eliki Ravosai          |
| 17 | FIJ | KP    | Afraz Ali              |
| 18 | FIJ | V     | Tony Tuivuna           |
| 23 | FIJ | K     | Vereti Dickson         |

## Sikerlista
- Fidzsi-szigeteki első osztály: 9

1978, 1980, 1981, 1982, 1983, 1985, 1998, 2000, 2015
- Inter-District Championship : : 6

1969, 1971, 1974, 1998, 1999, 2002
- Battle of the Giants: : 5

1978, 1980, 1983, 1986, 1996
- Fidzsi-szigeteki kupa: : 3

1996, 2013, 2014
- Pacific Cup : 2

2012, 2013